# يعقوبو ديزي
يعقوبو ديزي (بالإيطالية: Jacopo Dezi) (10 فبراير 1992 بأتري في إيطاليا - ) هو لاعب كرة قدم إيطالي في مركز الوسط. شارك مع منتخب إيطاليا تحت 21 سنة لكرة القدم. أما مع النوادي، فقد لعب مع نادي باري ونادي كروتوني ونادي نابولي وASD Barletta 1922 ‏ وGiulianova Calcio ‏.

## وصلات خارجية
- يعقوبو ديزي على موقع الاتحاد الأوربي (الإنجليزية)
- يعقوبو ديزي على موقع قاعدة بيانات كرة القدم.إي يو (الإنجليزية)
- يعقوبو ديزي على موقع Soccerway.com (الإنجليزية)
- يعقوبو ديزي على موقع عالم كرة القدم.نت (الإنجليزية)
- يعقوبو ديزي على موقع AS.com (الإسبانية)